# Dann mach’s gut
dann mach’s gut ist das 26. Studioalbum des deutschen Liedermachers Reinhard Mey. Es erschien 2013 bei der Universal Music GmbH. Neben 15 Liedern, die von ihm getextet und komponiert wurden, enthält es die Lieder Es ist an der Zeit (Eric Bogle, dt. Hannes Wader) und Sally (Fabrizio de André / Massimo Bubola).

## Inhalt
Das Album stellt eine Mischung aus – teils persönlich gefärbten – Liebesliedern (Wenn du bei mir bist), biografischen Texten (Vaters Mantel), Alltagsbeobachtungen (Das Taschentuch, Gute Kühe kommen in den Himmel) und politischen Texten (Es ist an der Zeit) dar. Eine besondere Rolle spielen die Lieder über (s)eine Tochter (Spangen und Schleifen und Bänder) und (s)einen Sohn (Dann mach's gut). Letzteres bezieht sich, wie schon das Lied Drachenblut von der CD Mairegen, auf seinen damals im Wachkoma liegenden (und 2014 verstorbenen) Sohn. Wolle stellt eine Hommage an den Schlagersänger Wolfgang Petry dar.
Anders als auf der CD dann mach’s gut trug Reinhard Mey auf seiner gleichnamigen Tour die Lieder solo mit eigener Gitarrenbegleitung vor.

## Titelliste
1. Wenn du bei mir bist – 5:44
2. Wenn schon Musik – 4:42
3. Fahr’ dein Schiffchen durch ein Meer von Kerzen – 3:38
4. Vaters Mantel – 4:54
5. Vater und Sohn – 3:22
6. Wolle – 4:26
7. Spielmann – 4:30
8. Lieber kleiner Silvestertag – 5:22
9. Alter Freund – 3:33
10. Das Taschentuch – 4:24
11. Tiergarten – 2:56
12. Gute Kühe kommen in den Himmel – 4:25
13. Spangen und Schleifen und Bänder – 3:29
14. Dann mach’s gut – 6:00
15. Lass nun ruhig los das Ruder – 3:22
16. Es ist an der Zeit – 4:59
17. Sally – 4:49

## Fotos
Neben einigen professionellen Fotos von Jim Rakete enthält das Booklet auch private Fotos, die von Meys Frau Hella aufgenommen wurden.

## Auszeichnungen
Mit dann mach’s gut erreichte Mey zum dritten Mal Platz eins der deutschen Albumcharts (nach 1972 mit Mein achtel Lorbeerblatt und 2007 mit Bunter Hund).
Das Album erhielt Platin.